# Étienne Prosper Berne-Bellecour

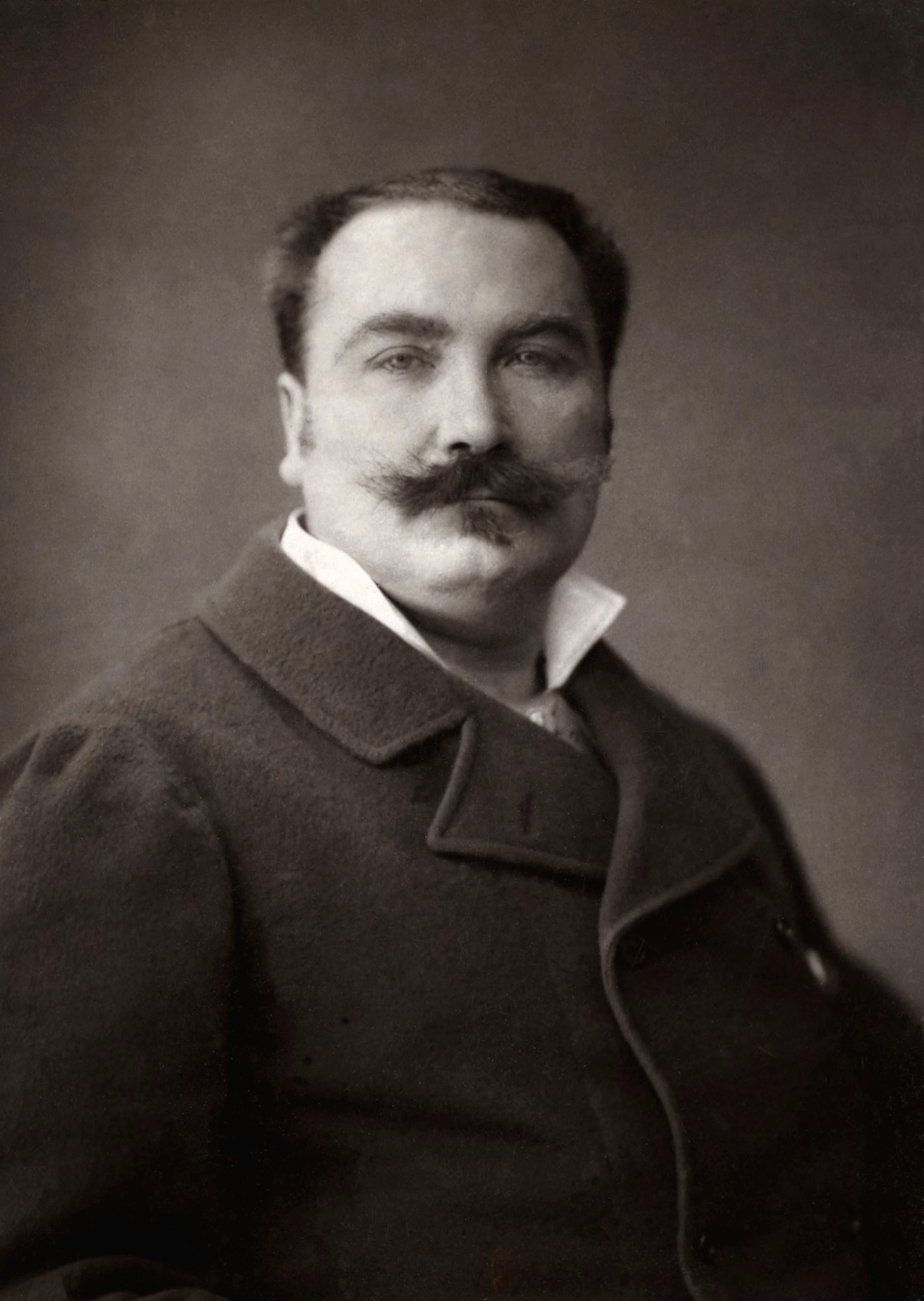
Étienne-Prosper Berne-Bellecour

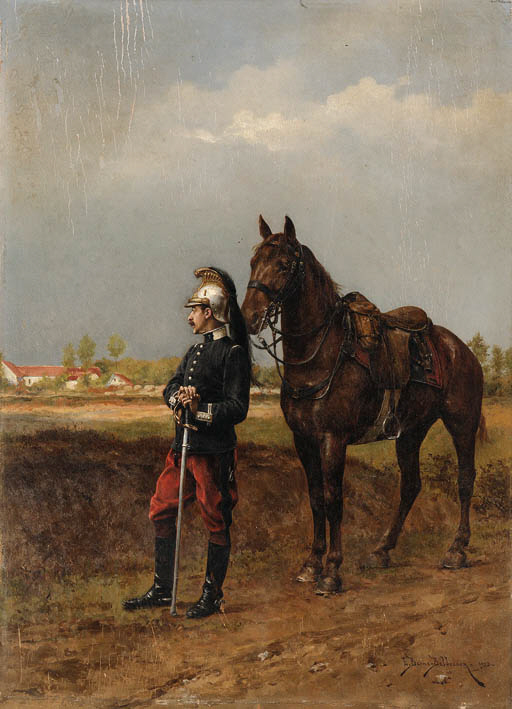
Ein Soldat mit seinem Pferd, 1903

Étienne Prosper Berne-Bellecour (* 29. Juni 1838 in Boulogne-sur-Mer; † 29. November 1910 in Paris) war ein französischer Maler, Radierer und Illustrator. Zur Zeit der Dritten Republik gehörte der Künstler zu den erfolgreichsten Militärmalern Frankreichs.

## Leben und Werk
Der in Boulogne-sur-Mer geborene Berne-Bellecour verlebte seine Jugend in Calais, Brüssel und Marseille. Seine künstlerische Ausbildung begann er in Paris im Atelier des Malers Émile Signol (1804–1892). 1859 bewarb er sich vergeblich um den Prix de Rome und das damit verbundene Stipendium und die Möglichkeit in Rom zu studieren. An der École des Beaux-Arts setzte er bei François Picot sein Studium fort und lernte in dessen Atelier die Maler Alphonse de Neuville und Félix Barrias kennen.
Berne-Bellecour stellte erstmals 1861 im Salon de Paris aus. Sein dort gezeigtes Gemälde Souvenirs de Normandie gehört zu den typischen Landschaftsbildern, die der Künstler in den 1860er Jahren schuf. Darüber hinaus arbeitete Berne-Bellecour an einigen Porträtbildern. Nach einem ersten Salonerfolg 1868 mit Grande Chaleur, erhielt er für Désarçonné, einem der Genremalerei zuzuordnendem Gemälde, 1869 eine Medaillenauszeichnung. Seit Ende der 1860er Jahre finden sich in seinem Werk zunehmend Jagdszenen und Militärmotive.
Zusammen mit seinem Schwager, dem Maler Jean-Georges Vibert, sowie den Künstlern Jean Baptiste Édouard Detaille und Alexandre-Louis Leloir (1843–1884) unternahm Berne-Bellecour 1870 eine Studienreise nach Algerien, die die Gruppe nach Beginn des Deutsch-Französischen Krieges abbrach um nach Paris zurückzukehren. Berne-Bellecour trat den Francs-tireurs bei und erhielt für seine Verdienste bei den Kämpfen am Mont Valérien eine militärische Auszeichnung.
Die Erlebnisse und Eindrücke des Krieges bestimmten nachhaltig das Werk des Künstlers. Zusammen mit Jean Baptiste Edouard Detaille und Alphonse de Neuville suchte er jährlich die Schauplätze des vergangenen Krieges auf, wo er Studien für seine Werke betrieb. Seine Gemälde mit Militärthemen fanden großes Interesse beim Publikum und zu den Käufern seiner Bilder gehörten häufig hohe französische Offiziere. Die Motive zeigen meist Szenen aus dem Armeealltag, Manöver oder das einfache Leben der Soldaten.
Mit großer Detailgenauigkeit widmete er sich der Darstellung der Uniformen und der Ausrüstung.
Gemeinsam mit Jean-Georges Vibert verfasste Berne-Bellecour die Komödie Tribune mécanique, die 1872 im Théâtre du Palais-Royal zur Uraufführung kam. Bis 1905 stellte er regelmäßig im Salon de Paris aus und erhielt hier wiederholt Auszeichnungen. 1878 gehörten einige seiner Werke zu der offiziellen Auswahl französischer Malerei auf der Weltausstellung in Paris. Im selben Jahr erhielt er die Ernennung zum Ritter der Ehrenlegion.
Nach seinen Ölgemälden entstanden zahlreiche Drucke, die teilweise in den zeitgenössischen illustrierten Zeitungen publiziert wurden. Darüber hinaus schuf Berne-Bellecour einige Radierungen, die von seinem Freund Jules-Ferdinand Jacquemart beeinflusst sind. Zusammen mit anderen Militärmalern gestaltete er einige Motive zur Illustration der Bücher Le Premier Grenadier de France und La Tour d’Auvergne von Paul Déroulède und für En campagne von Jules Richard (1825–1899).
Berne-Bellecour bewohnte im Alter das Chateau d’Egreville im Département Seine-et-Marne. Zu seinen Schülern gehörten die Maler Eugène Berthelon (1829–1914), Marie-Désiré Bourgoin (1839–1912) und Jean-Jacques Berne-Bellecour (1874–1939), einer der Söhne des Künstlers. Letztgenannter spezialisierte sich ebenfalls auf Militärmotive, weshalb es häufig zu Verwechslungen bei der Zuschreibung der Werke beider Maler kam.

## Werke in öffentlichen Sammlungen
- Tirailleurs de la Seine au combat de Malmaison, 1874 – Versailles, Musée national du château et des Trianons
- Zouave à la fontaine – Rennes, Musée des Beaux-Arts
- Der Liebhaber – New York, Brooklyn Museum
- Kavallerieoberst und Artilleriemajor im Manöver – Dublin, National Gallery of Ireland
- Prisonniers allemands – Mülhausen, Musée des Beaux-Arts
- Chasseur à pied en faction – Mülhausen, Musée des Beaux-Arts

## Galerie

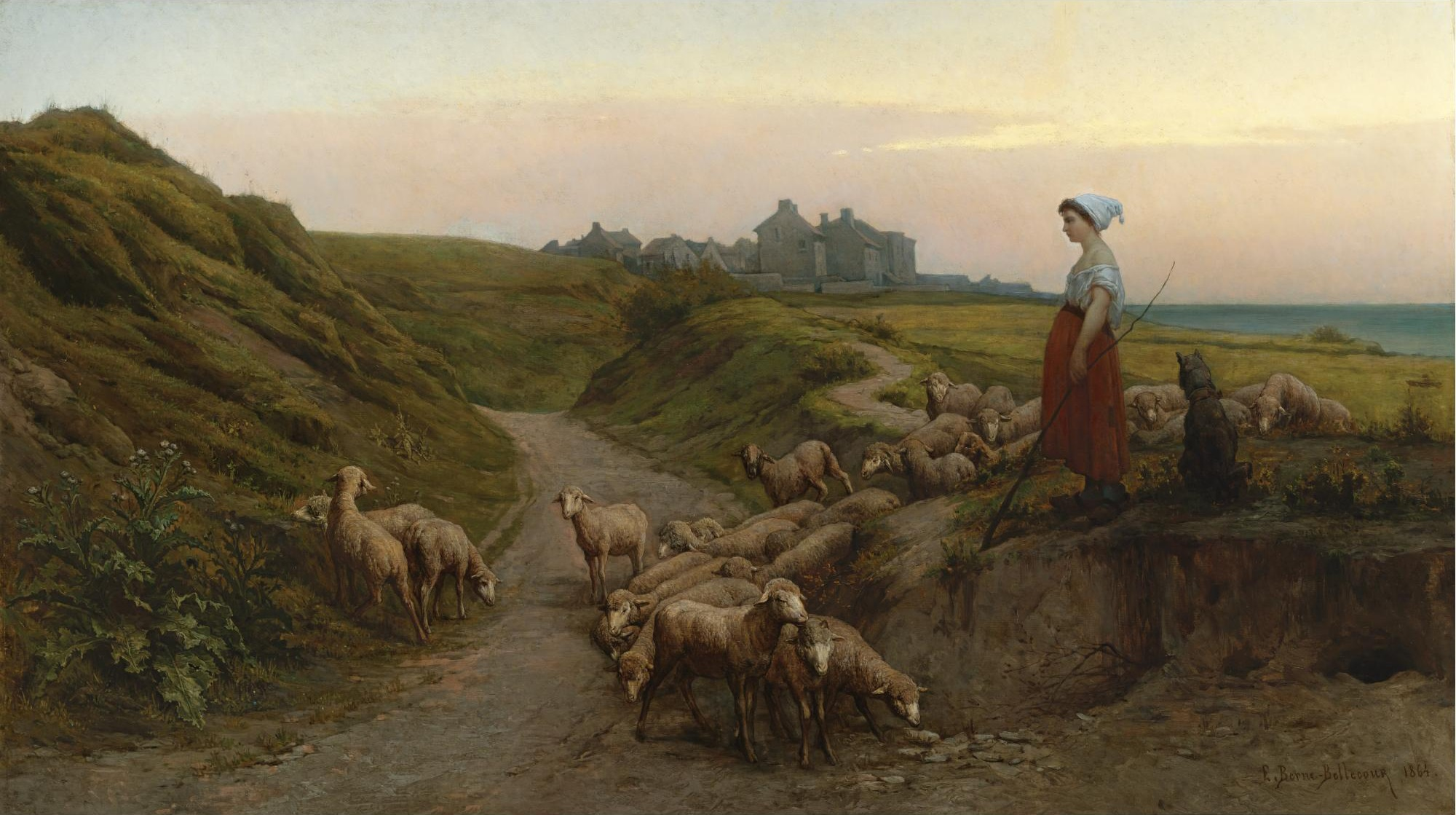
Straße an der Küste der Normandie, 1864
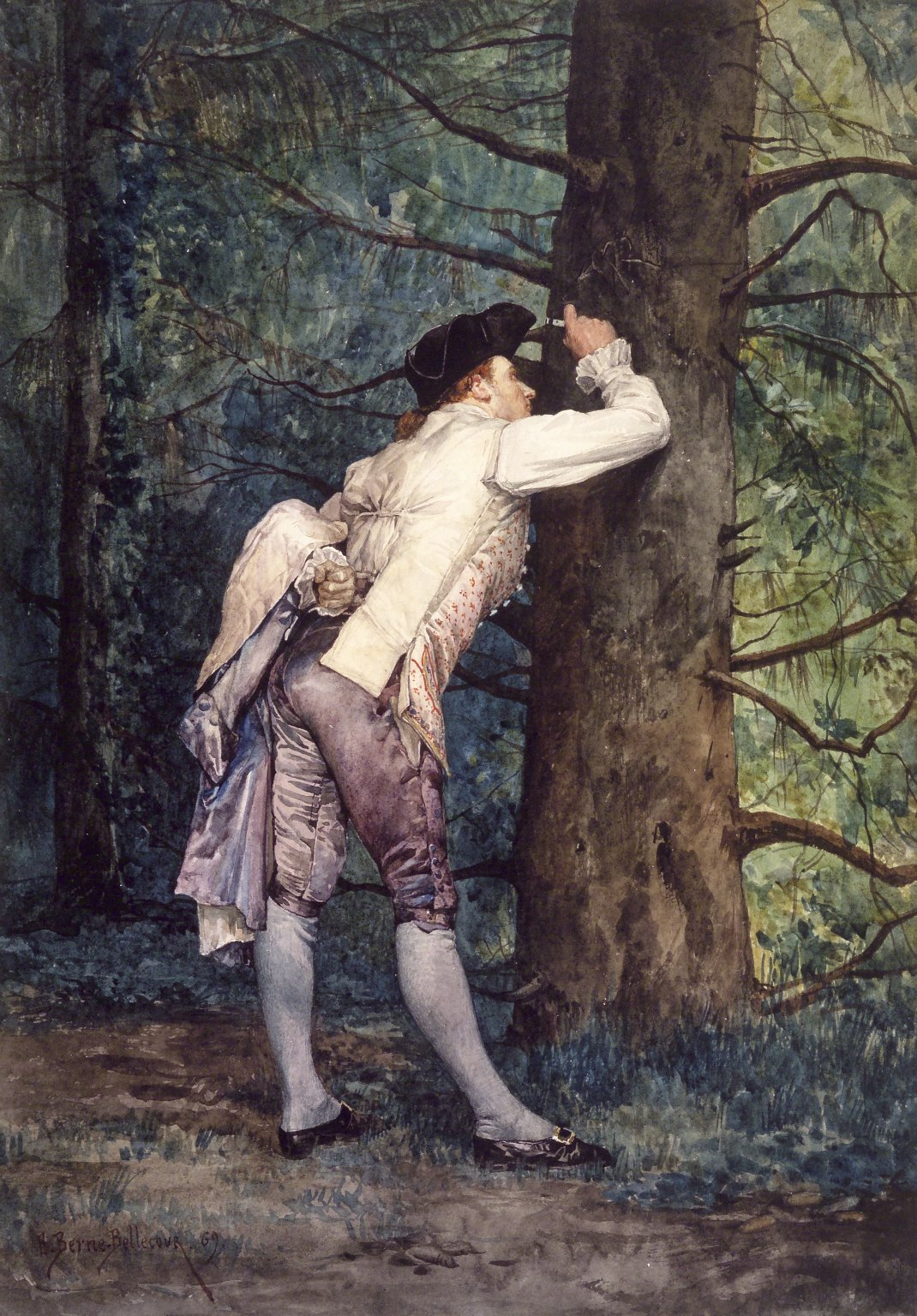
Der Liebhaber, 1869
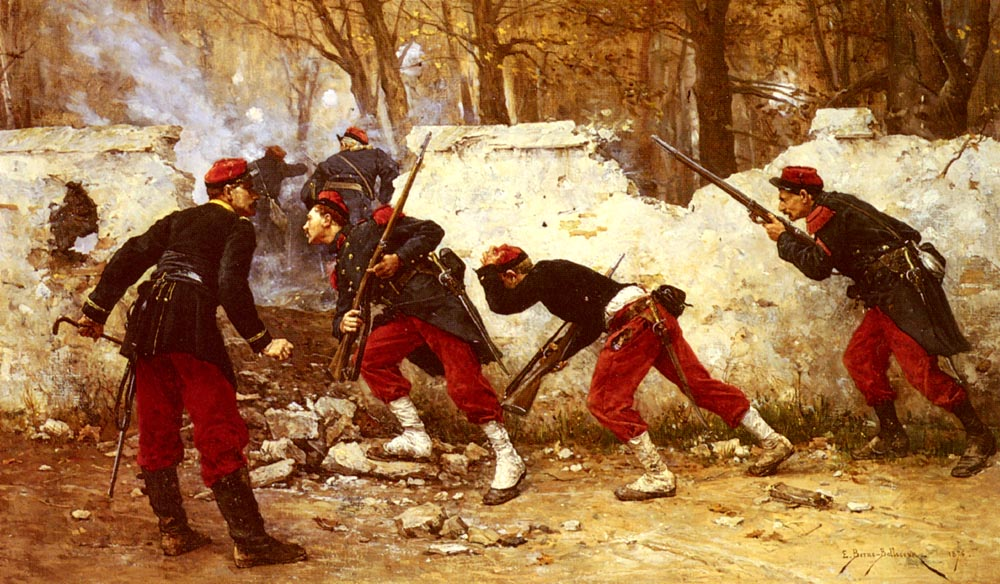
Der Angriff, 1874
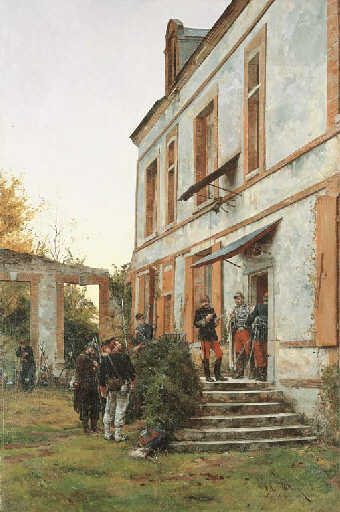
Rastende Soldaten, 1883